# Eurodryas volupis
Eurodryas volupis är en fjärilsart som beskrevs av Hans Fruhstorfer 1923. Eurodryas volupis ingår i släktet Eurodryas och familjen praktfjärilar. Inga underarter finns listade i Catalogue of Life.